# Hygie31
 (octobre 2024).
Hygie31 est un groupement de pharmacie et de parapharmacie.

## Histoire
En 2022, Hygie31, qui possède notamment l'enseigne Pharmacie Lafayette, est acquise par le fonds d'investissement Latour Capital et par Bpifrance,,. La même année, Hygie31 acquiert Pharmacorp, un réseau de pharmacie centré sur la région toulousaine avec 562 pharmacies,. Il acquiert toujours en 2022, le réseau de pharmacie Ecoceutics qui a 135 pharmacies,,.
En 2023, Hygie31 acquiert le réseau de pharmacie Pharmacyal, présent dans le Nord de la France avec 146 pharmacies,. En décembre 2023, Hygie31 acquiert Distrimed, un site d'e-commerce de matériel médical.
En janvier 2024, Hygie31 acquiert Magdaléon, un réseau de pharmacie présent dans la région Grand Est avec 104 pharmacies.
En septembre 2024, Hygie31 annonce l'acquisition du groupement de pharmacie Quartz, présent en Île-de-France avec 115 pharmacies.